# Epizeuxis obliqua
Epizeuxis obliqua är en fjärilsart som beskrevs av Otto Staudinger 1892. Epizeuxis obliqua ingår i släktet Epizeuxis och familjen nattflyn. Inga underarter finns listade i Catalogue of Life.